# Dessau-Roßlau
Pour les articles homonymes, voir Dessau (homonymie).
Dessau-Roßlau (ou Dessau-Rosslau)  est une ville allemande dans le Land de Saxe-Anhalt à la confluence de la rivière Mulde et du fleuve Elbe. Dessau-Rosslau a été créée le 1er juillet 2007 en fusionnant les villes de Dessau et de Rosslau. 

## Histoire

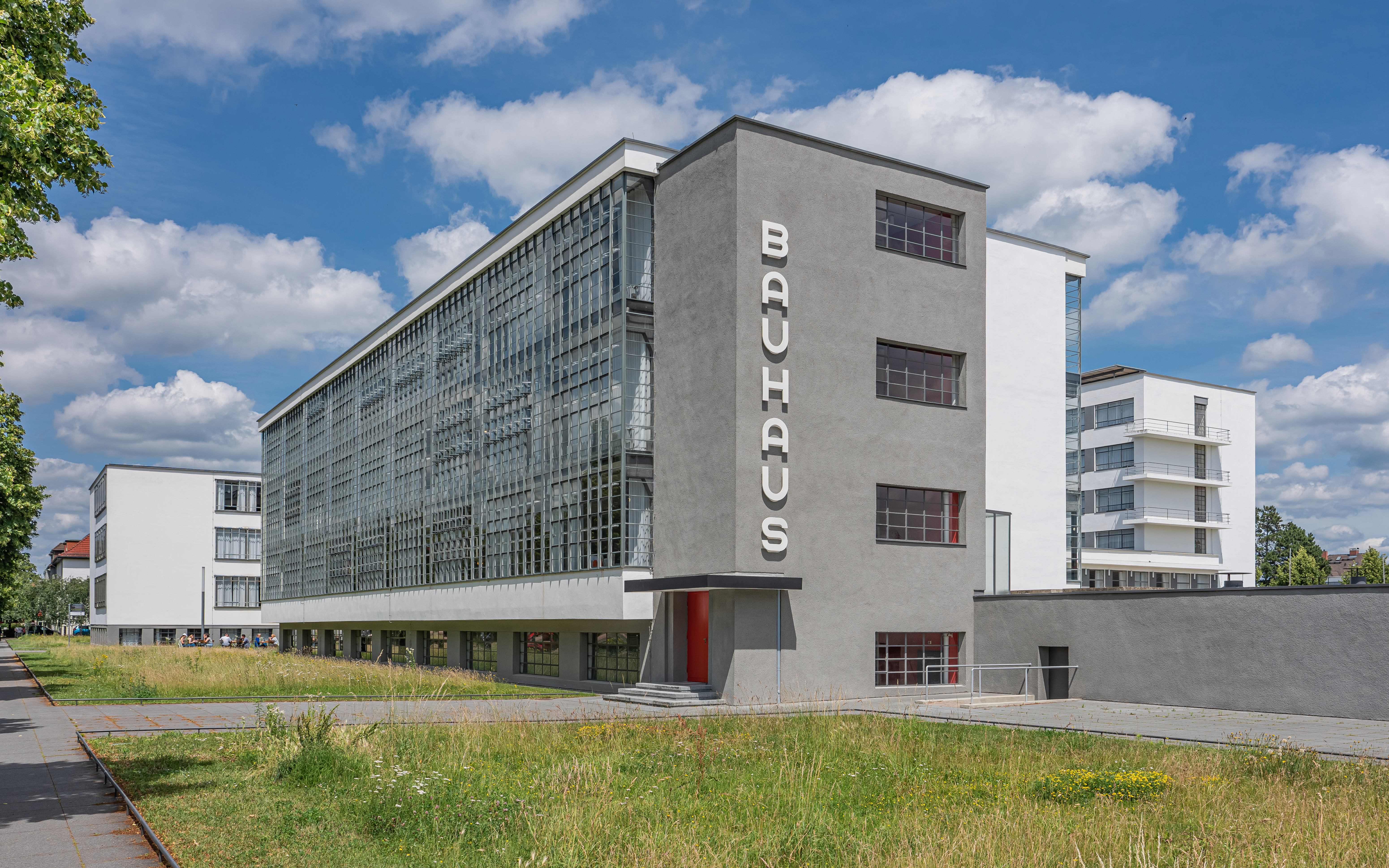
L'école supérieure d'architecture Bauhaus de Dessau

C'est à Dessau-Roßlau qu'en 1895 l'industriel Hugo Junkers fonde une société métallurgique à son nom. Destinée à devenir l'un des principales usines aéronautiques d'Allemagne, elle fabriqua d'abord différentes inventions du fondateur, comme des réchauds à gaz. Actuellement[Quand ?], Junkers est devenue une marque du groupe Bosch.
Dessau est célèbre pour son université d'architecture Bauhaus, qui y fut transférée en 1925 après avoir dû fermer ses portes à Weimar. De nombreux artistes connus vinrent les années suivantes dont Walter Gropius, Ludwig Mies van der Rohe, Paul Klee et Vassily Kandinsky. En 1932, les nazis forcèrent la fermeture du Bauhaus. Il n'a rouvert qu'en 1986.
Comme l'usine Junkers travaillait pour la Luftwaffe, la cité a été presque anéantie par les bombardements alliés durant la Seconde Guerre mondiale. Elle fut reconstruite sous le régime communiste de la RDA et devint un centre industriel important.
La ville est occupée par la 1re Armée US le 24 avril 1945.
Après la réunification allemande, beaucoup de monuments historiques ont été reconstruits. L'usine Junkers a été reconvertie en 2001 en Musée des techniques Hugo Junkers.
Comme le compositeur Kurt Weill y est né, un festival s'y tient depuis 1993.
De plus, à Dessau se trouve l'Anhaltisches Theater, institution musicale qui produit ballets, concerts symphoniques et opéras. Sa particularité est que les opéras sont traduits et joués en allemand.

## Lieux et monuments

### Jardin à l'anglaise
Dessau abrite le Royaume des jardins de Dessau-Wörlitz, le plus grand jardin de style anglais en Europe continentale, bordé par l'Elbe au nord et large de 25 km. Sa construction avait été commandée par le prince Léopold III d'Anhalt-Dessau vers 1750.
Le bâtiment du Bauhaus et l'ensemble des jardins sont inscrits dans la liste du patrimoine mondial de l'UNESCO (1996 et 2000 respectivement).

### Autres sites
- Château de Mosigkau.
- Georgium.
- Palais résidentiel (de).
- Mausolée (de).
- Marienkirche (de).

## Jumelage
La ville de Dessau-Roßlau est jumelée avec  :
- Argenteuil (France) depuis le 12 octobre 1959
- Klagenfurt (Autriche) depuis le 9 juin 1971
- Ludwigshafen (Allemagne) depuis le 12 février 1988
- Gliwice (Pologne) depuis le 13 avril 1992
- Ibbenbüren (Allemagne) depuis 1990
- Roudnice nad Labem (Tchéquie) depuis 2000
- Nemenčinė (Lituanie) depuis 1995